# Endgame - Bronx lotta finale
Endgame - Bronx lotta finale è un film del 1983 diretto da Aristide Massaccesi (meglio noto come Joe D'Amato) con lo pseudonimo di Steven Benson. È una storia di fantascienza postapocalittica che si colloca all'interno di un filone di analoghe pellicole di produzione italiana sviluppatosi nella prima metà degli anni ottanta.
Il film è stato distribuito anche in VHS con il titolo Endgame (Gioco finale).

## Trama
In un mondo postatomico Shannon, noto campione televisivo di un gioco dove lui, nel ruolo di preda, per vincere deve uccidere tutti i membri del gruppo di cacciatori che lo inseguono, viene aiutato in una sfida da Lilith, una mutante telepata. In cambio, ella gli chiede di trasportare lei e un gruppo di mutanti verso una nuova terra, per sfuggire allo sterminio dei militari, con un compenso in lingotti d'oro. Shannon accetta l'incarico e raduna un gruppo di guerrieri come scorta. Il viaggio si presenterà molto avventuroso, tra battaglie, trappole mortali e imboscate varie fino a giungere allo scontro finale con le autorità militari, nel quale risulterà fondamentale l'intervento di un bambino dotato di un grande potere paranormale.

## Accoglienza

### Critica
(Fantafilm)